# ブレイズデル・センター

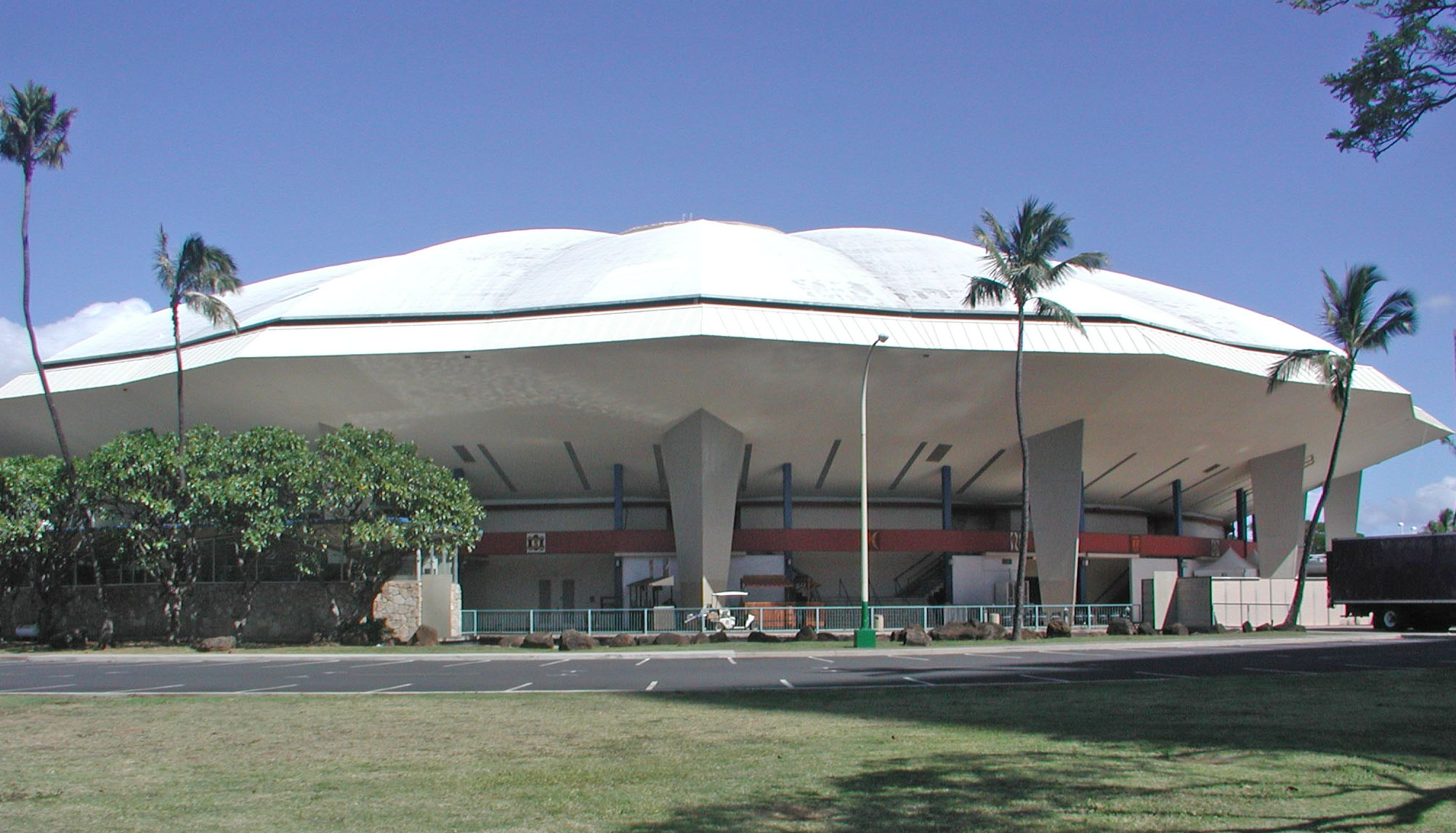
ブレイズデル・アリーナ

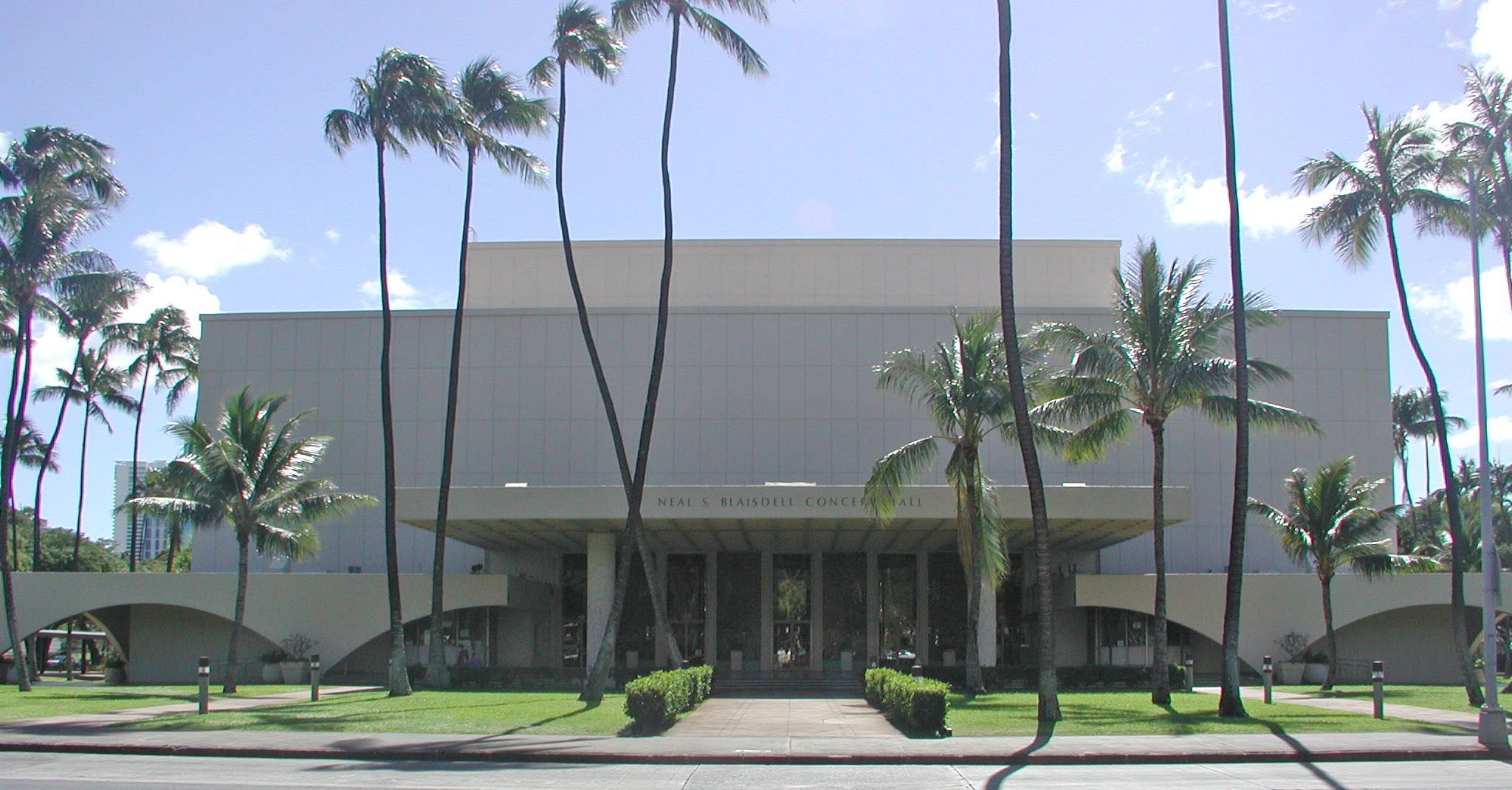
ブレイズデル・コンサートホール

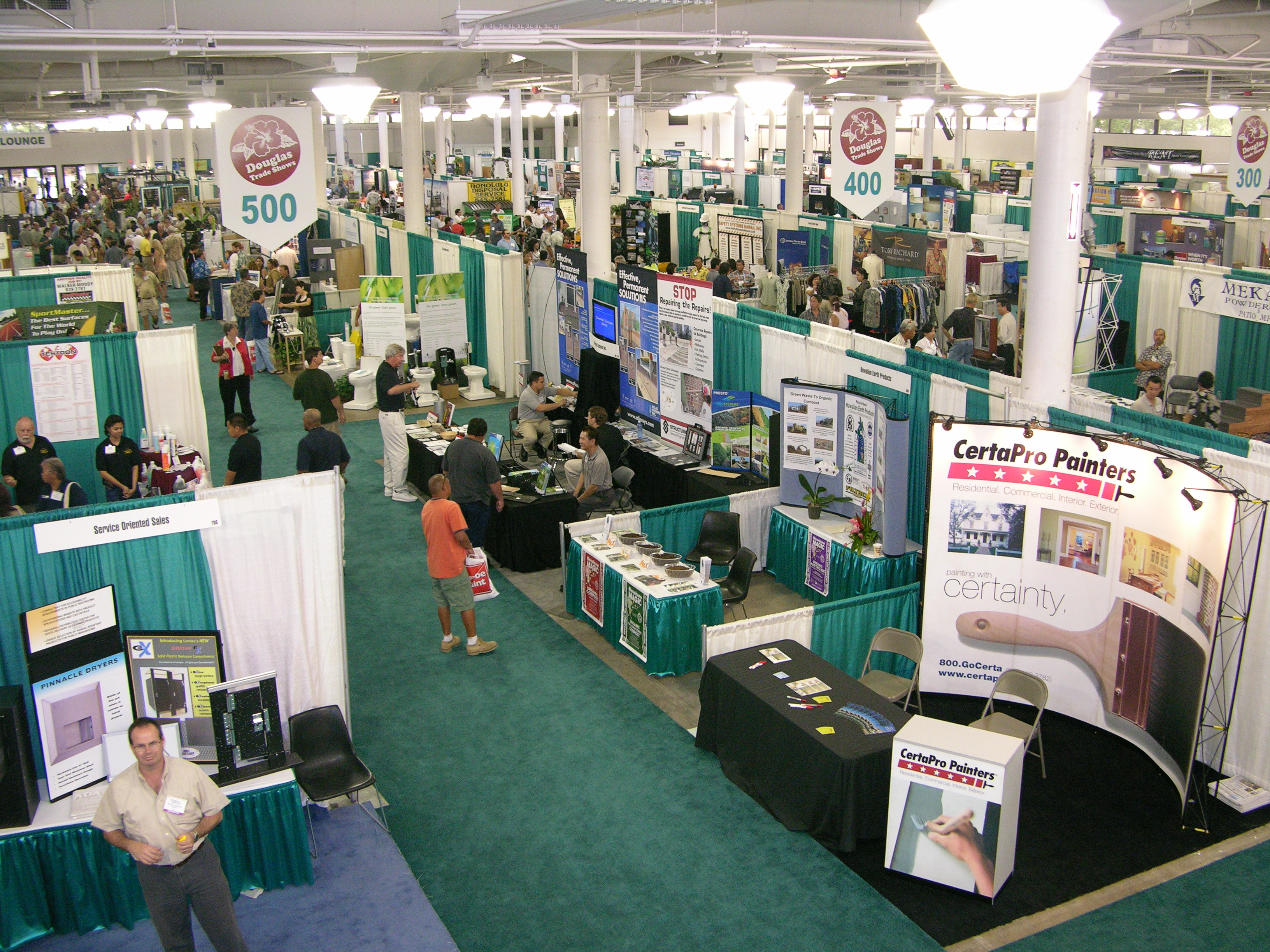
ブレイズデル展示ホール

ブレイズデル・センター（英語: Neal S. Blaisdell Center）は、アメリカ合衆国ハワイ州ホノルルのダウンタウンにある複合施設で、多目的アリーナ、コンサートホール、展示ホール、ガレリア、会議室、ワイキキ・シェルなどがある。
1964年に歴史的なウォード エステートに建設され、当初はホノルル・インターナショナル・センターと呼ばれていたが、建設を監督したホノルル市長のニール・ブレイズデルにちなんで改名された。1994年に改造および拡張された。この複合施設は、ワイキキ・シェルをも監督する市の企業サービス局によって監督されている。2019年の時点で、市はコミュニティの目標を評価するために、広範な利害関係者と一般市民の関与を得て、このサイトを再開発しようとしている。
ブレイズデル・アリーナでは、エルヴィス・プレスリーの『アロハ・フロム・ハワイ』（1973年）などが行われてきた。ブレイズデル・コンサートホールは、ハワイ交響楽団およびハワイ・オペラ・シアターの主会場である。ブレイズデル展示ホールでは様々な業界の展示会が行われて、ハワイ・コンベンション・センターと共にハワイでの重要な展示場である。なお、ワイキキ・シェルは少し離れたカピオラニ公園にある。

## 参照項目
- ダウンタウン・ホノルル
- カカアコ